# Parc de la Llacuna

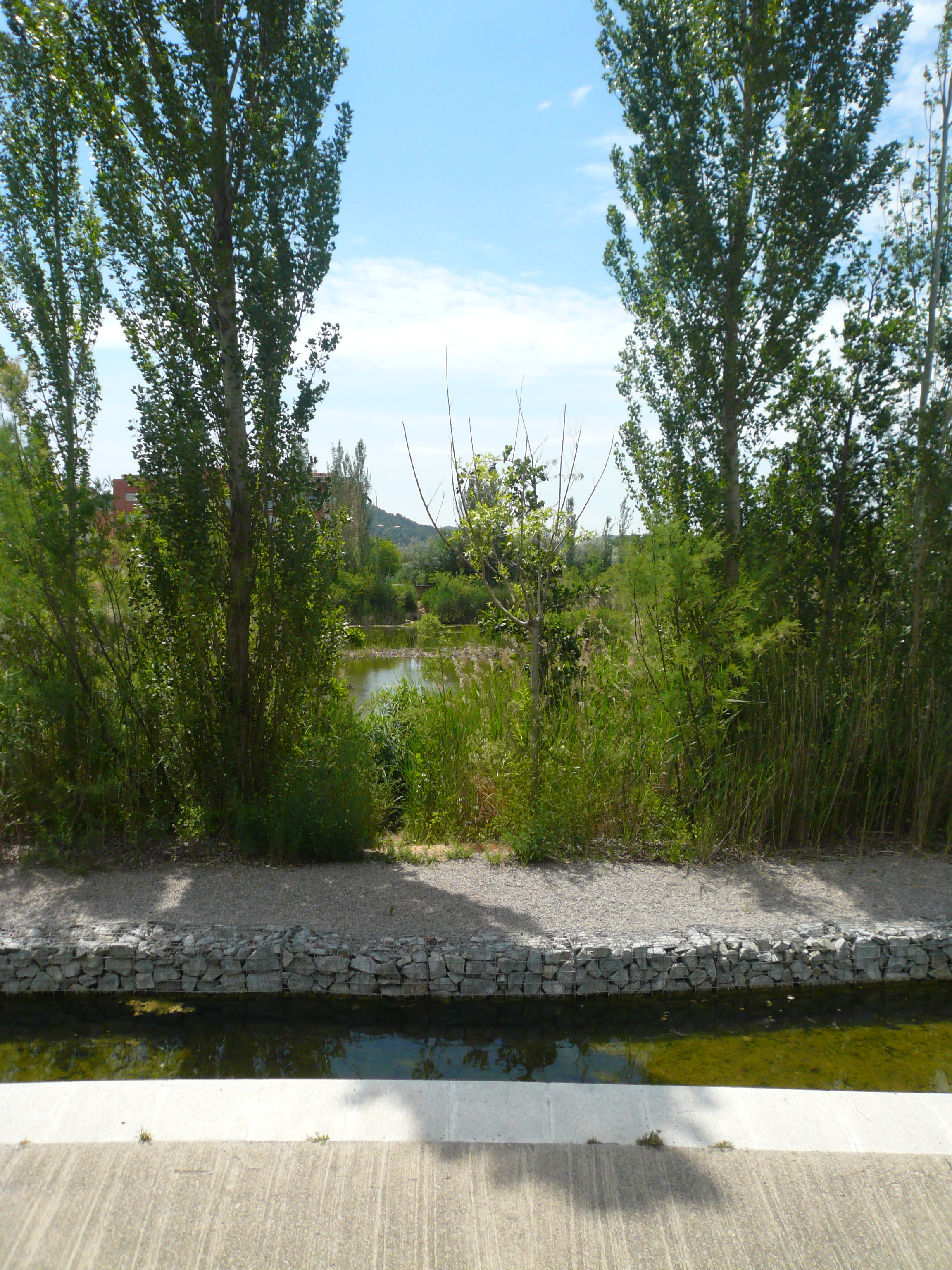

El parc de la Llacuna és una zona verda urbana del municipi de Montcada i Reixac creada l'any 2009, situada al sector de Mas Duran, entre el torrent de Can Duran, la carretera BV-1411, el pla de Rocamora i Mas Rampinyo.
Amb una superfície de més de 13 hectàrees, és el segon parc en extensió del municipi. És un parc que conté diversos espais de tipologies ben diferenciades i el qual s'ha creat al voltant d'una zona humida seminatural, anomenada llacunes de Can Duran, incloses dins l'inventari de zones humides de Catalunya. La zona propera a la llacuna, manté una vegetació típica de zones humides amb canyís, boga, tamarius, sanguinyols, joncs, salzes… Un camí i diferents canals protegeixen la llacuna per tal de garantir-ne la qualitat ambiental. Al sud del parc, tocant amb el torrent, trobem una extensa plana d'unes 2 hectàrees constituïdes per una devesa de plàtans. La zona nord trobem una reproducció d'alzinar natural mentre que bosquets de pi pinyoner formen una zona de transició entre el parc i la zona agrícola contigua. En total al parc hi han plantats uns 2.000 arbres d'espècies autòctones.
El parc compta amb diversos zones de jocs infantils, un skate parc, zones esportives, dues àrees de pícnic i diferents miradors per a l'albirament de fauna, un dels seus principals atractius ja que s'hi ha arribat a albirar una cinquantena d'espècies d'ocells.